# Elói Róggia
Elói Róggia (ur. 18 września 1942 w Faxinal do Soturno, Rio Grande do Sul w Brazylii) – brazylijski ksiądz pallotyn, prałat Borby w latach 2006-2017.

## Życie
Elói Róggia pierwsze przyrzeczenia w stowarzyszeniu pallotynów złożył 2 lutego 1965. Następnie studiował teologię i filozofię w seminarium w diecezji Santa Maria. Święcenia kapłańskie otrzymał 19 grudnia 1971, a do 1973 zajmował się formacją pallotyńskich nowicjuszy oraz pracą misyjną i posługą kapłańską w wielu parafiach w Nizinie Amazonki. W latach 1996–1998 był ekonomem prowincjalnym.
Benedykt XVI ustanowił go w 2006 prałatem Borby w  brazylijskim stanie Amazonas. 14 lipca tego samego roku został przez arcybiskupa Maringi Anuara Battisti wyświęcony na biskupa. Współkonsekratorami byli biskup Toledo Francisco Carlos Bach oraz biskup Coari Gutemberg Freire Régis.
20 września 2017 przeszedł na emeryturę, a rządy w prałaturze objął biskup Zenildo Luiz Pereira da Silva.